# Gobernador de Gibraltar
El gobernador de Gibraltar (en inglés: Governor of Gibraltar) es el representante de la Corona británica en el territorio británico de ultramar de Gibraltar. El gobernador es nombrado por el monarca a propuesta del Gobierno del Reino Unido. Actúa de facto como un jefe de Estado y es el responsable del nombramiento formal del ministro principal de Gibraltar, así como del resto de los miembros del gobierno gibraltareño una vez celebradas las elecciones. Tiene la responsabilidad en el territorio sobre seguridad y defensa.
El gobernador desde 2020 es el vicealmirante de la Royal Navy David Steel, que sucedió al teniente general Ed Davis.

## Gobernadores de Gibraltar
| Periodo del mandato                               | Gobernador |
| ------------------------------------------------- | --- |
| 24 de julio de 1704 al 4 de agosto de 1704        | Almirante sir George Rooke, comandante militar. |
| 4 de agosto de 1704 al 14 de septiembre de 1705   | Príncipe de Hesse. |
| 24 de diciembre de 1707 al 24 de enero de 1711    | General de brigada Roger Elliott. |
| 24 de enero de 1711 al 13 de julio de 1713        | Thomas Stanwix. |
| 13 de julio de 1713                               | Por el Tratado de Utrecht, España cede Gibraltar al Reino Unido. Desde 1704 hasta esta fecha se sucedieron los enfrentamientos por la posesión de la plaza entre los dos reinos |
| 13 de julio de 1713 al 7 de agosto de 1713        | Thomas Stanwix. |
| 7 de agosto de 1713 al 20 de octubre de 1720      | David Colyear, I Conde de Portmore. |
| 20 de octubre de 1720 al 2 de febrero de 1727     | Richard Kane. |
| 2 de febrero de 1727 al 13 de mayo de 1730        | Jasper Clayton. |
| 15 de mayo de 1730 al 24 de octubre de 1739       | Joseph Sabine. |
| 24 de octubre de 1739 al 22 de abril de 1740      | Francis Columbine. |
| 22 de abril de 1740 hasta 1749                    | William Hargrave. |
| 1749 al 31 de mayo de 1754                        | Humphrey Bland. |
| 31 de mayo de 1754 al 12 de julio de 1756         | Thomas Fowke. |
| 12 de julio de 1756 al 16 de abril de 1757        | James O'Hara, II barón Tyrawley. |
| 16 de abril de 1757 al 28 de abril de 1761        | William Home, conde de Home. |
| 28 de abril de 1761 al 13 de junio de 1761        | John Toovey, gobernador en funciones. |
| 13 de junio de 1761 al 14 de junio de 1761        | John Parslow, gobernador en funciones. |
| 14 de junio de 1761 a enero de 1776               | Edward Cornwallis. |
| Enero de 1776 al 25 de mayo de 1777               | Robert Boyd, gobernador en funciones. |
| 25 de mayo de 1777 a julio de 1790                | George Augustus Eliott. |
| Julio de 1790 a octubre de 1790                   | Robert Boyd, gobernador en funciones. |
| Octubre de 1790 al 13 de mayo de 1794             | Robert Boyd. |
| 13 de mayo de 1794 al 30 de diciembre de 1795     | Charles Rainsford. |
| 30 de diciembre de 1795 al 25 de febrero de 1802  | Charles O'Hara. |
| 25 de febrero de 1802 al 10 de mayo de 1802       | Charles Barnett. |
| 24 de mayo de 1802 al 23 de enero de 1820         | HRH Eduardo de Hannover, Duque de Kent. |
| 2 de mayo de 1803 al 17 de diciembre de 1804      | Thomas Trigge, en nombre del duque de Kent. |
| 17 de diciembre de 1804 a junio de 1806           | Henry Edward Fox, en nombre del duque de Kent. |
| Junio de 1806 a noviembre de 1806                 | James Drummond, en nombre del duque de Kent. |
| Noviembre de 1806 a agosto de 1808                | Hew Whitefoord Dalrymple, en nombre del duque de Kent. |
| Agosto de 1808 a mayo de 1809                     | James Drummond, en nombre del duque de Kent. |
| Mayo de 1809 a agosto de 1809                     | John Francis Cradock, en nombre del duque de Kent. |
| Agosto de 1809 a octubre de 1809                  | John Smith, en nombre del duque de Kent. |
| Octubre de 1809 a noviembre de 1809               | Alex McKenzie Fraser, en nombre del duque de Kent. |
| Noviembre de 1809 al 2 de abril de 1814           | Colin Campbell, en nombre del duque de Kent. |
| 3 de abril de 1814 al 15 de noviembre de 1821     | George Don, en nombre del duque de Kent. |
| 29 de enero de 1820 a 1825                        | John Pitt, II conde de Chatham. |
| 7 de junio de 1825 al 20 de junio de 1830         | George Don, en nombre del duque de Chatham. |
| Colonia de la Corona británica                    | |
| 20 de junio de 1830 al 10 de mayo de 1831         | George Don, en nombre del duque de Chatham. |
| 10 de mayo de 1831 al 29 de mayo de 1835          | Sir William Houstoun, en nombre del duque de Chatham. |
| 28 de febrero de 1835 al 11 de octubre de 1842    | Alexander George Woodford. |
| 11 de octubre de 1842 al 12 de diciembre de 1848  | Robert Thomas Wilson. |
| 12 de diciembre de 1848 al 26 de julio de 1855    | Robert William Gardiner. |
| 26 de julio de 1855 al 5 de mayo de 1859          | James Fergusson. |
| 5 de mayo de 1859 al 21 de septiembre de 1865     | William John Codrington. |
| 21 de septiembre de 1865 al 25 de julio de 1870   | 'Richard Airey. |
| 25 de julio de 1870 al 23 de junio de 1876        | William Fenwick Williams. |
| 23 de junio de 1876 al 3 de enero de 1883         | Robert Napier. |
| 3 de enero de 1883 al 2 de noviembre de 1886      | John Miller Adye. |
| 2 de noviembre de 1886 al 23 de agosto de 1890    | Arthur Edward Hardinge. |
| 23 de agosto de 1890 al 27 de enero de 1891       | Leicester Smyth. |
| 27 de enero de 1891 al 31 de marzo de 1891        | H.R.L. Newdigate, gobernador en funciones. |
| 31 de marzo de 1891 al 27 de junio de 1893        | Lothian Nicholson. |
| 27 de junio de 1893 al 7 de agosto de 1893        | G.J. Smart, gobernador en funciones. |
| 7 de agosto de 1893 al 22 de mayo de 1900         | Robert Biddulph. |
| 22 de mayo de 1900 al 1 de agosto de 1905         | George Stuart White. |
| 1 de agosto de 1905 al 30 de julio de 1910        | Frederick William Edward. |
| 30 de julio de 1910 al 11 de julio de 1913        | Archibald Hunter. |
| 11 de julio de 1913 al 9 de julio de 1918         | Herbert Scott Gould Miles. |
| 9 de julio de 1918 al 26 de mayo de 1923          | Horace Smith-Dorrien. |
| 26 de mayo de 1923 al 13 de agosto de 1928        | Charles Carmichael Monro. |
| 13 de agosto de 1928 al 13 de mayo de 1933        | Alexander John Godley. |
| 13 de mayo de 1933 al 12 de agosto de 1938        | Charles Harington Harington. |
| 12 de agosto de 1938 al 11 de julio de 1939       | 'William Edmund Ironside. |
| 11 de julio de 1939 al 14 de mayo de 1941         | Clive Gerard Liddell. |
| 14 de mayo de 1941 al 31 de mayo de 1942          | John Vereker Gort. |
| 31 de mayo de 1942 al 14 de febrero de 1944       | Noel Mason-Macfarlane. |
| 14 de febrero de 1944 al 8 de febrero de 1947     | Ralph Eastwood. |
| 8 de febrero de 1947 al 23 de abril de 1952       | Kenneth Arthur Noel Anderson. |
| 23 de abril de 1952 al 6 de mayo de 1955          | George Holmes Alexander MacMillan of MacMillan. |
| 6 de mayo de 1955 al 16 de abril de 1958          | Harold Redman. |
| 16 de abril de 1958 al 8 de junio de 1962         | Charles Keightley. |
| 8 de junio de 1962 al 5 de agosto de 1965         | Alfred Dudley Ward. |
| 5 de agosto de 1965 a marzo de 1969               | Gerald William Lathbury. |
| Marzo de 1969 al 3 de octubre de 1973             | Varyl Cargill Begg. |
| 3 de octubre de 1973 al 30 de mayo de 1978        | John Grandy. |
| 30 de mayo de 1978 al 26 de octubre de 1982       | William Jackson. |
| 26 de octubre de 1982 al 19 de noviembre de 1985  | 'David Williams. |
| 19 de noviembre de 1985 a diciembre de 1989       | Peter Terry. |
| Diciembre de 1989 hasta abril de 1993             | Derek Reffell. |
| Abril de 1993 al 5 de diciembre de 1995           | John Chapple. |
| 5 de diciembre de 1995 al 19 de febrero de 1997   | Hugo White. |
| 19 de febrero de 1997 al 5 de abril de 2000       | Richard Luce. |
| 5 de abril de 2000 al 16 de mayo de 2003          | David Durie. |
| 16 de mayo de 2003 al 27 de mayo de 2003          | David Blunt, gobernador en funciones. |
| 27 de mayo de 2003 al 17 de julio de 2006         | Francis Richards. |
| 17 de julio de 2006 al 27 de septiembre de 2006   | Philip Barton, gobernador en funciones. |
| 27 de septiembre de 2006 al 24 de octubre de 2009 | Robert Fulton. |
| 26 de octubre de 2009 al 19 de septiembre de 2013 | Adrian Johns. |
| 19 de septiembre de 2013 al 19 de enero de 2016   | James Dutton |
| 19 de enero de 2016 al 18 de febrero de 2020      | Edward Grant Martin "Ed" Davis |
| 18 de febrero de 2020                             | David Steel |

- Datos: Q195965
- Multimedia: Governors of Gibraltar / Q195965